# Isuzu Panther
Isuzu Panther — серия компактвэнов, внедорожников и пикапов, выпускавшихся с 1991 по 2021 год японской компанией Isuzu. До 2005 года автомобили выпускались в Индонезии под названием Chevrolet Tavera.
На Филиппинах модель называлась Hi-Lander, а позднее Crosswind. Во Вьетнаме, равно как и на Филиппинах, автомобиль также выпускался под индексом Hi-Lander.

## Первое поколение (TBR12/30/52/54; 1991—2021)
Первое поколение Isuzu Panther было представлено в 1991 году в Индонезии в виде пикапа, затем в 1992 году был представлен универсал Isuzu Total Assy, который выпускался компанией Astra International в комплектациях Special, Deluxe, Grand Deluxe, Royal Hi-GLX и Hi Grade.
В 1996 году автомобиль прошёл рестайлинг, а универсал выпускался в комплектациях Special, Deluxe, Grand Deluxe, Royal Hi-GLX и Hi Grade. В 1999 году комплектации Royale и Grand Royale были заменены комплектацией Royale с крышками противотуманных фар.
Радиаторная решётка обновлялась в 2005 и 2009 годах. В 2007 году Panther первого поколения был переименован в Isuzu Pickup. Производство завершилось в 2020 году.

### Галерея
- 1994 Isuzu Panther 2.2 (TBR52)
- 1996 Isuzu Panther Hi Grade 2.5 (TBR54)
- 2000 Isuzu Panther Hi Grade 2.5 (TBR54)
- Isuzu Panther Pickup 2.5 (TBR54)
- Isuzu Pickup 2.5 (TBR54)
- Isuzu Panther 2.0 (TBR12)
- Isuzu Panther 2.0 (TBR12)
- Isuzu Hi-Lander (TBR54)

## Второе поколение (TBR541; 2000—2021)
Второе поколение Panther было представлено 6 сентября 2000 года в Индонезии. В 2001 году был представлен универсал Touring в комплектациях LM, Smart, LV и LS Hi Grade с двухцветной окраской кузова с серебристым низом, защитой переднего бампера, увеличенным клиренсом, запасным колесом на задней двери и четырёхспицевым рулевым колесом. Варианты с удлинённой колёсной базой получили индексы Adventure, Touring и Grand Touring. В августе 2004 года автомобиль прошёл рестайлинг. В 2007 году цвет салона был изменён с чёрного на бежевый, а в 2009 и 2013 годах обновлялся экстерьер автомобиля. Радиаторная решётка была обновлена в 2009 году, а задние фонари — в 2011 году. На Филиппинах автомобиль назывался Crosswind (до 2017 года), а в Индонезии — Chevrolet Tavera. 10 февраля 2021 года автомобиль был снят с производства.

### Технические характеристики
| Бензиновые двигатели | Бензиновые двигатели                                                                  | Бензиновые двигатели | Бензиновые двигатели | Бензиновые двигатели | Бензиновые двигатели | Бензиновые двигатели                         | Бензиновые двигатели         | Бензиновые двигатели     |
| Модель               | Тип                                                                                   | Диаметр цилиндра     | Ход поршня           | Объём                | Степень сжатия       | Мощность                                     | Крутящий момент              | Годы производства        |
| -------------------- | ------------------------------------------------------------------------------------- | -------------------- | -------------------- | -------------------- | -------------------- | -------------------------------------------- | ---------------------------- | ------------------------ |
| C22NE                | Рядный, четырёхцилиндровый, восьмиклапанный (SOHC MPFI)                               | 86.0                 | 94.6                 | 2198 см3             | 9.2:1                | 85 кВт (114 л. с.) при 5000 об/мин           | 180 Н⋅м при 3600 об/мин      | 2001—2005                |
| Дизельные двигатели  |                                                                                       |                      |                      |                      |                      |                                              |                              |                          |
| 4JA1                 | Рядный, четырёхцилиндровый, восьмиклапанный (OHV; инжекторная система подачи топлива) | 93.0                 | 92.0                 | 2499 см3             | 18.5:1               | 59,5 кВт (80 л. с.) при 3900 об/мин          | 170 Н⋅м при 2300 об/мин      | 2001—2006 (PH)           |
| 4JA1-L               | Рядный, четырёхцилиндровый, восьмиклапанный (OHV; двойной турбонаддув)                | 93.0                 | 92.0                 | 2499 см3             | 18.5:1               | 62,5 кВт (84 л. с.) при 3900 об/мин (Евро-2) | 185 Н⋅м при 2000 об/мин      | 2000—2020 2001—2017 (PH) |
| 4JA1-L               | Рядный, четырёхцилиндровый, восьмиклапанный (OHV; двойной турбонаддув)                | 93.0                 | 92.0                 | 2499 см3             | 18.5:1               | 54 кВт при 3900 об/мин (BS-3)                | 171 Н⋅м при 1800 об/мин      | 2004—2016 (Индия)        |
| 4JA1-CR              | Рядный, четырёхцилиндровый, восьмиклапанный (OHV CRDI; турбонаддув)                   | 93.0                 | 92.0                 | 2499 см3             | 16.6:1               | 58 кВт при 3800 об/мин (BS-4)                | 176 Н⋅м при 1400-2600 об/мин | 2016—2017 (Индия)        |
| ICML G2              | Рядный, четырёхцилиндровый, восьмиклапанный (SOHC CRDI VGT)                           | 84.5                 | 88.9                 | 1994 см3             | 17.5:1               | 78,3 кВт при 4000 об/мин (BS-4)              | 261 Н⋅м при 2500 об/мин      | 2012—2015 (Индия)        |

### Галерея
- 2001 Isuzu Panther LS 2.5 (TBR541)
- 2001 Isuzu Panther LS 2.5 (TBR541)
- 2002 Isuzu Panther Touring (TBR541)
- 2008 Isuzu Panther Grand Touring (TBR541)
- 2008 Isuzu Panther LS Hi Grade 2.5 Turbo (TBR541)
- 2017 Isuzu Panther LM Smart 2.5 Turbo (TBR541)
- 2018 Isuzu Panther LS Hi Grade 2.5 Turbo (TBR541)
- 2018 Isuzu Panther LS Hi Grade 2.5 Turbo (TBR541)
- Isuzu Hi-Lander (TBR541)
- Isuzu Hi-Lander Crosswind 2.5 (TBR541)
- Isuzu Crosswind 2.5 (TBR541)
- Isuzu Crosswind 2.5 (TBR541)
- 2015 Isuzu Crosswind XT 2.5 (TBR541)
- Вид сзади
- 2004 Chevrolet Tavera 2.5 (TBR541)
- 2003 Chevrolet Tavera 2.2 LT (TBR541)
- 2003 Chevrolet Tavera 2.2 LT (TBR541)